# August Willem van Voorden

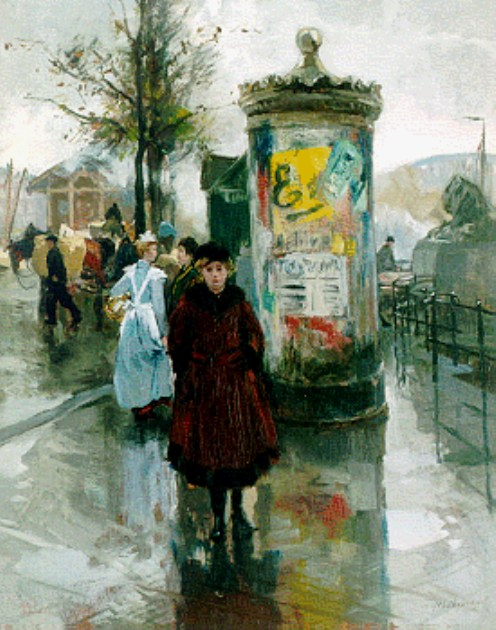
Plakatsäule

August Willem van Voorden (* 25. November 1881 in Rotterdam; † 2. Oktober 1921 ebenda) war ein niederländischer Maler, Zeichner und Aquarellist. 
Van Voorden studierte von 1893 bis 1900 an den Abendkursen der Academie voor Beeldende Kunsten Rotterdam unter der Leitung von Alexander Henri Robert van Maasdijk. Später wurde er Schüler von Jan de Jong.
Er lebte und arbeitete in Rotterdam (1908 in Kortenhoef und 1912 bis 1913 in Ouden Nieuw Loosdrecht).
Zunächst war er als Dekorationsmaler, ab 1903 als Kunstmaler tätig. Er malte, aquarellierte und zeichnete hauptsächlich das Straßenleben in Rotterdam (mit Dienstmädchen, Schleppern, Marktszenen usw.). Es entstanden viele Stadt- und Hafenansichten dieser Stadt. Seine Rotterdamer Ansichten ähneln stilistisch den Amsterdamer Ansichten von George Hendrik Breitner. Er war Mitglied von „Arti et Amicitiae“ in Amsterdam. 
Er erhielt verschiedene Auszeichnungen, u. a. auf der Ausstellung in Barcelona 1911 und in Amsterdam 1912 (Silbermedaillen). Er unterrichtete Christiaan Nicolaas Everhardus de Moor. 